# Eric Evers
Eric Evers  ist ein deutscher Filmschauspieler und Kinderdarsteller, der 2011 in dem Familienfilm Als der Weihnachtsmann vom Himmel fiel seinen ersten Filmauftritt hatte. Er spielte den Schüler Chris.

## Biografie
In dem komödiantischen Kurzfilm Der Klassenfeind von 2012 spielte Evers den von Christian Näthe verkörperten stolzen Ossi Achim Richter als Kind. Im darauffolgenden Jahr verkörperte er in der Fernsehserie Um Himmels Willen in der Folge Kleines Genie Florian Kästner, das „kleine Genie“. In dem Historiendrama Die Seelen im Feuer (2014) nach einem Roman von Sabine Weigand, in dem der Hexenwahn in Bamberg seinen Höhepunkt erreicht, spielte er das Kind Cornelius. 2016 gab er in der Krimiserie Hubert und Staller in der Folge Schwer erziehbar zusammen mit Lenny Den Dooven ein Brüderpaar. 2017 wirkte er in der Familienserie Die Bergretter in der Folge Entzug mit, wo er als Jonas zu sehen war.

## Filmografie (Auswahl)
- 2011: Als der Weihnachtsmann vom Himmel fiel
- 2012: Der Klassenfeind (Kurzfilm)
- 2013: Um Himmels Willen (Fernsehserie, Folge Kleines Genie)
- 2014: Die Seelen im Feuer (Fernsehfilm)
- 2016: Hubert und Staller (Fernsehserie, Folge Schwer erziehbar)
- 2017: Die Bergretter – Entzug
- 2020: Alle Nadeln an der Tanne (Fernsehfilm)